# یوشیکی تاکاهاشی
یوشیکی تاکاهاشی (ژاپنی: 高橋 義希؛ زادهٔ ۱۴ مهٔ ۱۹۸۵) یک بازیکن فوتبال اهل ژاپن است.
از باشگاه‌هایی که در آن بازی کرده‌است می‌توان به باشگاه فوتبال ساگان توسو و باشگاه فوتبال وگالتا سندای اشاره کرد.